# Río Pilatón
Río Pilatón är ett vattendrag i Ecuador.   Det ligger i provinsen Pichincha, i den centrala delen av landet, 50 km väster om huvudstaden Quito.